# Elijo
Elijo je moško osebno ime.

## Izvor imena
Ime Elijo je različica moškega osebnega imena Elija.

## Pogostost imena
Po podatkih Statističnega urada Republike Slovenije je bilo na dan 31. decembra 2007 v Sloveniji število moških oseb z imenom Elijo: 9.

## Osebni praznik
Osebe z imenom Elijo lahko godujejo takrat kot osebe z imenom Elija.